# Bezrobocie frykcyjne
Bezrobocie frykcyjne – bezrobocie związane z przerwami w zatrudnieniu z powodu poszukiwania innej pracy lub zmianą miejsca zamieszkania. Stan bezrobocia na poziomie frykcyjnym oznacza w praktyce występowanie pełnej równowagi na rynku pracy. Bezrobocie frykcyjne może pełnić pozytywną rolę jako czynnik elastyczności rynku pracy, hamowania nadmiernego wzrostu płac i umacniania dyscypliny pracy. Kolejny ważny czynnik to szybkość powstawania nowych i likwidacji obecnych miejsc pracy. Zapotrzebowanie pracodawców się zmienia, zmieniają się metody i techniki pracy, coraz szerzej wykorzystywana jest technologia. To wszystko odbija się na stanie rynku zatrudnienia.
Powody powstania bezrobocia frykcyjnego:
- Niedoskonała informacja − informacja o potencjalnych pracodawcach lub pracownikach jest kosztowna oraz często trudna do uzyskania;
- Poszukiwanie pracy − przeprowadzane zarówno przez pracodawców jak i pracowników; obydwie strony poszukują dla siebie najlepszej dostępnej oferty i będą kontynuować te poszukiwania aż koszty poszukiwań i korzyści płynące z poszukiwania wyrównają się.

Pewien poziom bezrobocia frykcyjnego istnieje w każdej gospodarce, nawet w warunkach pełnego zatrudnienia.